# Gnorimosphaeroma insulare
Gnorimosphaeroma insulare är en kräftdjursart som först beskrevs av Van Name 1940.  Gnorimosphaeroma insulare ingår i släktet Gnorimosphaeroma och familjen klotkräftor. Inga underarter finns listade i Catalogue of Life.